# Elena Souliotis
Elena Suliotis (Atenas, 28 de mayo de 1943-Florencia, 4 de diciembre de 2004) fue una soprano greco-argentina de corta y brillante carrera en la década de los sesenta.
Suliotis creció en Buenos Aires donde estudió canto. En 1962 viajó a Italia a tomar clases con Mercedes Llopart -conocida maestra de, entre otros, Alfredo Kraus y Renata Scotto- debutando en Nápoles como Santuzza en 1964. Entre 1965 y 1971 cantó en todos los teatros italianos - La Scala, Génova, Trieste, Florencia, Piacenza, etc.- y en Chicago, Lisboa, Madrid, Montreal, Tokio, México y en el Teatro Colón de Buenos Aires en 1966 como Gioconda y 1970 como Anna Bolena.
Abordó Luisa Miller, Amelia, Helena,  Aída, Leonora, Abigaille, La gioconda, Tosca, Loreley, Desdémona, Lady Macbeth y el debut en Carnegie Hall como Anna Bolena.
En 1967 cantó su primera Norma de Bellini en México, en Carnegie Hall,  Piacenza, Florencia, Chicago, Catania, y Tokio en 1971.
Hacia 1974 como Minnie de La fanciulla del West de Puccini en Roma su carrera llegaba a su fin. En diez años había derrochado su patrimonio vocal.
Siguió con esporádicas apariciones en algunos roles de carácter, su despedida fue en 1999 como la Condesa de La dama de picas en Stuttgart. Falleció en Florencia en el año 2004.

## Discografía de referencia
- Verdi: Nabucco / Gardelli, 1965
- Verdi: Macbeth / Gardelli, 1970
- Puccini: Il Trittico / Bartoletti (La tía princesa), 1991
- Donizetti: Anna Bolena / Varviso, 1970
- Mascagni: Cavalleria Rusticana / Varviso, 1966
- Bellini: Norma / Varviso, 1971